# Vizegrafschaft Agde
Eine Grafschaft Agde mit dem Hauptort Agde bestand bereits im 6. Jahrhundert. Zur Zeit Karls des Großen gehörte sie als Vizegrafschaft Agde zur Grafschaft Béziers. Sie wurde in die Markgrafschaft Gothien integriert und später in die Grafschaft Toulouse, 1187 dann an den Bischof von Agde verkauft und später Simon IV. de Montfort gegeben. Dessen Sohn Amaury VII. de Montfort trat Agde 1224 an den König ab.

## Vizegrafen von Agde
- Rainard I., 897 Vizegraf von Béziers und Adge
- Boson, Vizegraf von Béziers und Agde, dessen Schwiegersohn
- Rainard II., Vizegraf von Béziers 967, dessen Sohn
- Guillaume, † nach 993, Vizegraf von Béziers und Agde, dessen Sohn
- Peter Raimund (Pedro Ramón), † wohl 1060, dessen Enkel, Graf von Carcassonne, Vizegraf von Béziers und Agde
- Roger III. (Ramón Roger), † 1067, Graf von Carcassonne und Rasès, Vizegraf von Béziers und Agde
- Bernard Aton IV. Trencavel, † 1129, dessen Neffe, Vizegraf von Albi, Nîmes, Carcassonne, Béziers und Agde
- Raimund I. Trencavel, † 1167, Vizegraf von Albi, Carcassonne, Béziers, Agde und Rasès
- Bernard Aton V. Trencavel † 1159, Vizegraf von Nîmes und Agde
- Bernard Aton VI. Trencavel † ?, Vizegraf von Nîmes und Agde
- Simon IV. de Montfort † 1218
- Amaury VII. de Montfort